# Kościół św. Wojciecha w Uhowie
Kościół pw. św. Wojciecha B.M w Uhowie – kościół parafialny we wsi Uhowo (gmina Łapy), przy ul. Kościelnej 8.
W skład zespołu wchodzą:
- kościół św. Wojciecha, 1914-1919

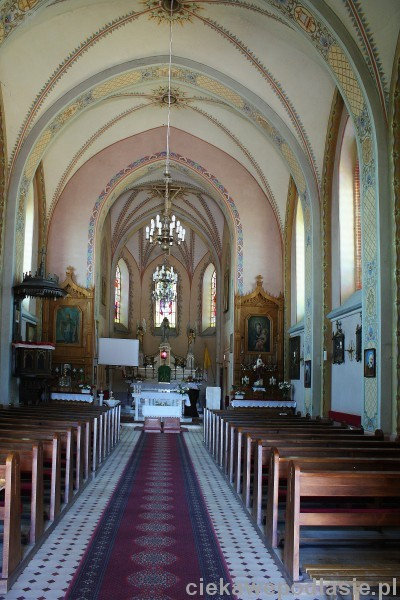
Wnętrze kościoła

- kostnica, drewniana, 2 poł. XIX w.
- cmentarz przykościelny z 1753 o powierzchni 0,35 ha[2].
- ogrodzenie
- plebania, 1930

## Historia
- 1753 – zbudowano pierwszy kościół (drewniany) w Uhowie.
- 1904 – parafianie rozpoczęli starania o pozwolenie na budowę nowego kościoła. Projekt jednowieżowej świątyni w stylu neogotyckim sporządził architekt Romuald Lenczewski.
- 1914 – po otrzymaniu decyzji zezwalającej na budowę świątyni proboszcz ks. Stanisław Klim rozpoczął roboty budowlane. Na czas wojny budowę przerwano.

- 1917 – wznowiono budowę pod kierownictwem nowego proboszcza, ks. Adama Abramowicza.

- 1919 – 15 sierpnia świątynia została poświęcona.
- 1921 – 8 sierpnia świątynia została konsekrował przez biskupa Jerzego Matulewicza.
- Po wojnie ze zniszczeń wojennych kościół odbudował ks. Edward Kisiel.
- Za czasów ks. proboszcza Tadeusza Baluka przeprowadzono generalny remont kościoła.
- 1997 – 30 grudnia Wojewódzki Konserwatorów Zabytków podjął decyzję o wpisaniu zespołu kościoła parafialnego pw. św. Wojciecha B.M. do rejestru zabytków nieruchomych pod nr rej.: 837[1]